# 德氏眶燈魚
德氏眶灯鱼（学名：Diaphus drachmanni）为輻鰭魚綱燈籠魚目灯笼鱼科的其中一種，分布於東印度洋海域，屬深海魚類，棲息深度可達300公尺。

## 扩展阅读
維基物種上的相關：德氏眶灯鱼